# Amphiascoides debilis
Amphiascoides debilis är en kräftdjursart som först beskrevs av Giesbrecht 1881. Enligt Catalogue of Life ingår Amphiascoides debilis i släktet Amphiascoides och familjen Diosaccidae, men enligt Dyntaxa är tillhörigheten istället släktet Amphiascoides och familjen Miraciidae. Arten är reproducerande i Sverige. Inga underarter finns listade i Catalogue of Life.